# Школьна Часопись
«Школьна Часопись» «письмо педагогічної літератури» — від 1882 педагогічно-науковий двотижневик, виходив у Львові з 13 вересня 1880 до травня 1889, видавець і редактор Григорій Врецьона (короткий час 1882—3 — орган Руського Товариства Педагогічного).
Двотижневик редагований в народовецькому дусі, містив педагогічні, дидактичні і методичні статті, матеріали для додаткової науки, шкільне законодавство, літературні та етнографічні праці, звідомлення з учительських конференцій, комунікати Руського Педагогічного Товариства тощо. «Школьна Часопись» була противагою польськомовній газеті «Школа» і гуртувала навколо себе вчителів-українців. Серед інших співробітниками видання були: О. Барвінський, Д. Вінцковський, Є. Желехівський, Р. Заклинський, Г. Зарицький, І. Кабаровський, К. Кахникевич, М. Крушельницький, К. Кузик, І. Микитович, А. Рибачик, Ю. Целевич та ін.
«Школьну Часопись» припинено на 10-му числі 1889, а з червня того ж року замість неї почав виходити «Учитель».